# Justin Johnson (cestista 1996)
Justin Blake Johnson (Bowling Green, 23 maggio 1996) è un cestista statunitense.

## Carriera
Nato e cresciuto nel Kentucky, nel 2014 è entrato a far parte della Western Kentucky University. Al suo secondo anno presso l'ateneo ha messo a referto 14,9 punti e 7,9 rimbalzi a gara, numeri che lo hanno reso sia il miglior realizzatore che allo stesso tempo anche il miglior rimbalzista stagionale della squadra. L'anno seguente, oltre a confermarsi miglior marcatore della sua squadra con 14,5 punti di media, ha avuto anche la miglior media rimbalzi (9,4) dell'intera Conference USA di quell'anno. Nella primavera del 2017, una volta terminata la stagione cestistica, ha cominciato ad allenarsi con la squadra universitaria di football americano, sport che aveva già praticato in passato fino ai tempi dell'high school: addirittura a giugno ha lasciato ufficialmente la squadra di pallacanestro per unirsi a quella, appunto, di football americano nel ruolo di tight end, come aveva fatto due anni prima George Fant che dopo aver giocato nella squadra di basket della Western Kentucky University ha cambiato sport per poi arrivare in NFL. Prima dell'inizio della stagione, tuttavia, Johnson è tornato alla pallacanestro che lo ha visto nuovamente prevalere per punti (15,7) all'interno della sua squadra e per rimbalzi (9,5) all'interno dell'intera Conference USA, di cui è stato anche inserito nel quintetto ideale del 2017-2018. È stato il primo giocatore degli Hilltoppers ad imporsi come miglior marcatore e rimbalzista per tre anni di fila dai tempi di Jim McDaniels (1968-1971).
La sua prima parentesi post-universitaria ha avuto luogo nella Serie A2 italiana, con l'ingaggio da parte della Dinamo Cagliari. Il suo apporto per la squadra sarda è stato di 16,9 punti e 9,2 rimbalzi di media in 32,2 minuti di utilizzo a partita, tirando con il 54,2% da due e il 37,5% da tre.
La stagione cagliaritana gli è valsa la chiamata del Pistoia Basket 2000 partecipante alla Serie A 2019-2020. Al suo primo anno nella massima serie italiana, Johnson ha realizzato 13,4 punti e catturato 6,9 rimbalzi di media in 21 presenze, prima che il campionato venisse sospeso a causa della pandemia di COVID-19.
Ha continuato a militare in Serie A anche nelle due stagioni seguenti, trascorse in questo caso con la canotta della Pallacanestro Reggiana. In entrambe le occasioni ha partecipato anche alle coppe europee, con le partecipazioni in FIBA Europe Cup che nel caso dell'edizione 2021-2022 ha visto la formazione emiliana arrivare fino alla doppia finale, persa contro i turchi del Bahçeşehir Koleji (16 punti e 7 rimbalzi per Johnson nella gara di andata, 9 punti e 4 rimbalzi in quella di ritorno).
La stagione 2022-2023 l'ha trascorsa in Germania, al Riesen Ludwigsburg. Oltre che in campionato, dove la squadra ha raggiunto le semifinali per il titolo della Basketball-Bundesliga 2022-2023, i gialloneri sono stati impegnati anche nella Basketball Champions League 2022-2023, competizione europea organizzata da FIBA Europe da non confondere però con l'Eurolega. A livello personale, Johnson in campionato ha totalizzato 8,7 punti e 5,2 rimbalzi di media in quasi 21 minuti di media, mentre in Basketball Champions League ha viaggiato a 11,5 punti e 6,3 rimbalzi a gara.
Il 25 luglio 2023 è stato annunciato il suo accordo biennale con Rinascita Basket Rimini, formazione che lo ha riportato in Serie A2 dopo quattro stagioni trascorse tra Serie A e Bundesliga. In avvio di stagione la squadra ha faticato a ottenere risultati e Johnson è stato condizionato da alcuni problemi fisici, ma nella seconda parte dell'annata è stato tra i protagonisti della rimonta che ha portato il club romagnolo ai play-off, con una striscia di 14 vittorie in 16 partite. Nella prima fase ha registrato una media di 14,0 punti e si è classificato terzo miglior rimbalzista del girone rosso con 9,4 rimbalzi a partita, mentre nella fase a orologio, che comprendeva anche le squadre dell'altro girone, è stato il quinto miglior marcatore (18,4 punti di media) e nuovamente terzo per rimbalzi con 10,6 a partita. Al termine del campionato è stato confermato dalla società anche per la stagione 2024-2025, nella quale ha contribuito con 13,5 punti e 8,6 rimbalzi di media (terzo miglior rimbalzista di quell'edizione del torneo) al secondo posto in regular season e al raggiungimento della finale play-off, persa contro la Pallacanestro Cantù. Nel corso del biennio in Romagna, Johnson è diventato uno dei beniamini del pubblico riminese, legando profondamente con la città e la piazza.
Il 22 giugno 2025 la Scaligera Basket Verona, altra società di Serie A2, ha annunciato di aver sottoscritto un accordo annuale con il giocatore, che di lì a breve avrebbe così iniziato la sua settima stagione complessiva in Italia.